# Campionati europei individuali di ginnastica artistica 2025
Gli XI Campionati europei individuali di ginnastica artistica sono la 11ª edizione dei Campionati europei di ginnastica artistica con competizioni a livello individuale, svoltisi a Lipsia, in Germania, dal 26 al 31 maggio 2025.
Inizialmente dovevano svolgersi a Tel Aviv, Israele, ma sono stati ricollocati a causa della Guerra di Gaza in corso.

## Programma
| Data      | Sessione                                                              | Ore   | Suddivisione                                    |
| --------- | --------------------------------------------------------------------- | ----- | ----------------------------------------------- |
| 26 maggio | Finale a squadre femminile e qualificazione per le finali individuali | 10.00 | Suddivisione 1                                  |
| 26 maggio | Finale a squadre femminile e qualificazione per le finali individuali | 12.30 | Suddivisione 2                                  |
| 26 maggio | Finale a squadre femminile e qualificazione per le finali individuali | 15.30 | Suddivisione 3                                  |
| 26 maggio | Finale a squadre femminile e qualificazione per le finali individuali | 18.00 | Suddivisione 4                                  |
| 27 maggio | Finale a squadre maschile e qualificazione per le finali individuali  | 10.00 | Suddivisione 1                                  |
| 27 maggio | Finale a squadre maschile e qualificazione per le finali individuali  | 14.00 | Suddivisione 2                                  |
| 27 maggio | Finale a squadre maschile e qualificazione per le finali individuali  | 17.30 | Suddivisione 3                                  |
| 28 maggio | Finale Mixed Team                                                     | 17.00 | un atleta maschile e un atleta femminile        |
| 29 maggio | Finale All-Around femminile                                           | 14.00 | 24 ginnasti migliori in qualificazione          |
| 29 maggio | Finale All-Around maschile                                            | 18.30 | 24 ginnasti migliori in qualificazione          |
| 30 maggio | Finali individuali per attrezzo                                       | 16.00 | MAG: corpo libero, cavallo con maniglie, anelli |
| 30 maggio | Finali individuali per attrezzo                                       | 16.00 | WAG: volteggio, parallele asimmetriche          |
| 31 maggio | Finali individuali per attrezzo                                       | 13.00 | MAG: volteggio, parallele pari, sbarra          |
| 31 maggio | Finali individuali per attrezzo                                       | 13.00 | WAG: trave, corpo libero                        |

## Risultati WAG

### Trave
| Posizione | Nominativo             | Nazionalità        | D-score | E-score | Penalità neutre | Totale |
| --------- | ---------------------- | ------------------ | ------- | ------- | --------------- | ------ |
| 1         | Nina Derwael           | Belgio (bandiera)  | 5.6     | 8.433   |                 | 14.033 |
| 2         | Ana Maria Bărbosu      | Romania (bandiera) | 5.6     | 8.066   |                 | 13.666 |
| 3         | Sofia Tonelli          | Italia (bandiera)  | 5.5     | 8.133   |                 | 13.633 |
| 4         | Morgane Osyssek-Reimer | Francia (bandiera) | 5.8     | 7.600   |                 | 13.400 |
| 5         | Lorette Charpy         | Francia (bandiera) | 5.4     | 7.566   |                 | 12.966 |
| 6         | Jennifer Williams      | Svezia (bandiera)  | 6.1     | 6.433   |                 | 12.533 |
| 7         | Manila Esposito        | Italia (bandiera)  | 4.9     | 7.300   |                 | 12.200 |
| 8         | Denisa Golgotă         | Romania (bandiera) | 5.4     | 6.600   |                 | 12.000 |

### Corpo Libero
| Posizione | Nominativo         | Nazionalità            | D-score | E-score | Penalità neutre | Totale |
| --------- | ------------------ | ---------------------- | ------- | ------- | --------------- | ------ |
| 1         | Ana Maria Bărbosu  | Romania (bandiera)     | 5.7     | 8.133   |                 | 13.833 |
| 2         | Manila Esposito    | Italia (bandiera)      | 5.7     | 8.000   |                 | 13.700 |
| 3         | Alba Petisco       | Spagna (bandiera)      | 5.7     | 7.866   |                 | 13.566 |
| 4         | Ruby Evans         | Regno Unito (bandiera) | 5.4     | 8.033   |                 | 13.433 |
| 5         | Emma Fioravanti    | Italia (bandiera)      | 5.5     | 7.733   |                 | 13.233 |
| 6         | Karina Schoenmaier | Germania (bandiera)    | 5.1     | 7.866   |                 | 12.966 |
| 7         | Ming Van Eijken    | Francia (bandiera)     | 5.7     | 6.500   |                 | 12.200 |
| 8         | Jennifer Williams  | Svezia (bandiera)      | 5.1     | 6.833   |                 | 11.933 |